# Xyliodes fortunaria
Xyliodes fortunaria là một loài bướm đêm trong họ Noctuidae.